# べにばなトンネル
べにばなトンネルは、山形県山形市東部にある道路トンネルである。長さは1,971m。

## 概要
1999年（平成11年）6月23日開通。山形市郊外、東沢地区と高瀬地区を結ぶ。
トンネル内は村山東部広域農道が通る。片側1車線。AMラジオが使用可能。通行止めの際は出入口の電光掲示板に表示される。